# Nothobranchius furzeri
Nothobranchius furzeri — вид коропозубоподібних риб родини Нотобранхові (Nothobranchiidae). 

## Назва
Вид названий на честь Річарда Фурцера — дослідника натураліста із Родезії.

## Поширення
Вид поширений у Мозамбіку та Зімбабве. Риба мешкає у напівпосушливих районах у сезонних водоймах, що пересихають у сухий сезон. Коли водойма пересихає, всі рибки гинуть; залишається лише ікра у латентному стані у сухому бруді на один і, можливо, більше років.

## Опис
Риба сягає завдовжки до 6,5 см. Так як рибки живуть лише протягом сезону дощів, то їхній вік становить лише кілька місяців.